# Solanum jussiaei
Solanum jussiaei är en potatisväxtart som beskrevs av Michel Félix Dunal. Solanum jussiaei ingår i släktet skattor som ingår i familjen potatisväxter. Inga underarter finns listade i Catalogue of Life.